# Berkshire (Vermont)
Berkshire ist eine Town im Franklin County des Bundesstaates Vermont in den Vereinigten Staaten mit 1547 Einwohnern (laut Volkszählung von 2020).

## Geografie

### Geografische Lage
Berkshire liegt in den Green Mountains, etwa 30 Kilometer östlich des Lake Champlain an der kanadischen Grenze, im Norden des Franklin Countys. Der Missisquoi River flißt in südlicher Richtung durch den Osten der Town. Einige kleine Bäche durchziehen zusätzlich die Town. Es gibt nur wenige, kleine Seen. Die Oberfläche ist hügelig, die höchste Erhebung ist der 397 m hohe Ayers Hill.

### Nachbargemeinden
Alle Entfernungen sind als Luftlinien zwischen den offiziellen Koordinaten der Orte aus der Volkszählung 2010 angegeben.
- Norden: Frelighsburg (Kanada), 11,9 km
- Osten: Richford, 14,5 km
- Süden: Enosburgh, 3,9 km
- Westen: Franklin, 9,5 km

### Stadtgliederung
Berkshire verfügt nicht über einen klaren Siedlungskern. Vielmehr verteilen sich über das Gebiet der Town viele kleine Hausansammlungen, meist mit weniger als einem Dutzend Wohnhäuser. Zwei Siedlungsbezeichnungen haben sich dennoch entwickelt; West Berkshire und East Berkshire.

### Klima
Die mittlere Durchschnittstemperatur in Berkshire liegt zwischen −9,44 °C (15 °Fahrenheit) im Januar und 20,6 °C (69 °Fahrenheit) im Juli. Damit ist der Ort gegenüber dem langjährigen Mittel der USA um etwa 9 Grad kühler. Die Schneefälle zwischen Mitte Oktober und Mitte Mai liegen mit mehr als zwei Metern etwa doppelt so hoch wie die mittlere Schneehöhe in den USA. Die tägliche Sonnenscheindauer liegt am unteren Rand des Wertespektrums der USA, zwischen September und Mitte Dezember sogar deutlich darunter.

## Geschichte
Der Grant für die Town wurde am 13. März 1780 an Wm Goodrich, Barzilla Hudson, Charles Dibble und weiteren vergeben. Am 22. Juni 1781 wurde dies unter dem Namen Berkshire eingetragen. Die Besiedlung startete 1792 und der erste Siedler war Job Barber. Die konstituierende Versammlung der Town fans 1794 statt. Gegründet wurde der Ort als einer von sechs Orten der Umgebung, die zur Versorgung der Vermontschen Armee dienten: die Verkaufserlöse der Siedlungsplätze und die Steuern der Siedler kamen ihr zugute. Die Stadtgeschichte verlief ohne bemerkenswerte Ereignisse.
Die Bewohner des Ortes leben in erster Linie von Land- und Forstwirtschaft; Berkshire dient aber seit etwa 20 Jahren zunehmend auch als Schlafstadt für Pendler in die weiter entfernten Industrieansiedlungen.

### Religion
Im Ortsteil East Berkshire befinden sich die zwei Kirchengemeinden, eine römisch-katholische und die Assemblies of God.

### Einwohnerentwicklung
| Jahr      | 1800  | 1810  | 1820  | 1830  | 1840  | 1850  | 1860  | 1870  | 1880  | 1890  |
| --------- | ----- | ----- | ----- | ----- | ----- | ----- | ----- | ----- | ----- | ----- |
| Einwohner | 172   | 812   | 945   | 1.087 | 1.258 | 1.955 | 1.890 | 1.609 | 1.596 | 1.421 |
| Jahr      | 1900  | 1910  | 1920  | 1930  | 1940  | 1950  | 1960  | 1970  | 1980  | 1990  |
| Einwohner | 1.326 | 1.286 | 1.299 | 1.234 | 1.156 | 1.063 | 965   | 931   | 1.116 | 1.190 |
| Jahr      | 2000  | 2010  | 2020  | 2030  | 2040  | 2050  | 2060  | 2070  | 2080  | 2090  |
| Einwohner | 1.388 | 1.692 | 1.547 |       |       |       |       |       |       |       |

## Wirtschaft und Infrastruktur

### Verkehr
Von Nordosten nach Südwesten verläuft die Vermont Route 105 von Richford nach Enosburgh. Sie verläuft parallel zum Missisquoi River. Die Vermont Route 118 verläuft vom Nordwesten von der Kanadischen Grenze Richtung Südosten nach Montgommery. Sie kreuzt die Vermont Route 105 in East Berkshire. Es gibt keine Station der Amtrak in Berkshire. Die nächste befindet sich in St. Albans.

### Öffentliche Einrichtungen
Das Northwestern Medical Center in St. Albans ist das nächstgelegene Krankenhaus für die Bewohner der Town.

### Bildung
Berkshire gehört mit Bakersfield, Enosburg, Montgomery und Richford zur Franklin Northeast Supervisory Union Die Berkshire Elementary School bietet Schulklassen vom Preschool bis zum achten Schuljahr.
In Berkshire gibt es keine öffentliche Bibliothek. Die nächstgelegene ist die Enosburg Public Library in Enosburg.

## Persönlichkeiten

### Söhne und Töchter der Stadt
- Homer Elihu Royce (1819–1891), US-Senator
- Charles C. Ellsworth (1824–1899), Anwalt und Politiker
- Homer W. Wheeler (1848–1930), Oberst der US Army
- George Edmund Foss (1863–1936), Politiker und Abgeordneter im US-Repräsentantenhaus

### Persönlichkeiten, die vor Ort gewirkt haben
- Thomas Child junior (1818–1869), Politiker und Vertreter New Yorks im US-Repräsentantenhaus. Begann seine Karriere hier als Rechtsanwalt und Friedensrichter.